# 福岡 (ふじみ野市)
福岡（ふくおか）は、埼玉県ふじみ野市の町名および大字。現行行政地名は福岡と福岡一丁目から福岡三丁目および大字福岡。丁番は住居表示実施済み区域。郵便番号は356-0011。

## 歴史
- 2005年（平成17年）10月1日　- 入間郡大井町と合併してふじみ野市になり、ふじみ野市の町丁となる。

## 世帯数と人口
2022年（令和4年）8月1日現在の世帯数と人口は以下の通りである。
| 大字・町丁 | 世帯数  | 人口    |
| ---------- | ------- | ------- |
| 大字福岡   | 199世帯 | 467人   |
| 福岡一丁目 | 175世帯 | 301人   |
| 福岡二丁目 | 36世帯  | 36人    |
| 福岡三丁目 | 204世帯 | 483人   |
| 計         | 614世帯 | 1,287人 |

## 小・中学校の学区
市立小・中学校に通う場合、学区（校区）は以下の通りとなる。
| 大字・町丁     | 番地                 | 小学校                     | 中学校                   |
| -------------- | -------------------- | -------------------------- | ------------------------ |
| 大字福岡       | 1〜985               | ふじみ野市立さぎの森小学校 | ふじみ野市立花の木中学校 |
| 大字福岡       | 986〜990、1159〜1181 | ふじみ野市立福岡小学校     | ふじみ野市立花の木中学校 |
| 一丁目         | 1番                  | ふじみ野市立上野台小学校   | ふじみ野市立葦原中学校   |
| 一丁目         | 2、3番               | ふじみ野市立上野台小学校   | ふじみ野市立福岡中学校   |
| 一丁目         | 4、5番               | ふじみ野市立福岡小学校     | ふじみ野市立福岡中学校   |
| 二丁目、三丁目 | 全域                 | ふじみ野市立上野台小学校   | ふじみ野市立葦原中学校   |

## 交通

### 鉄道
地内に鉄道は敷設されていない。

### 道路
- 国道254号
- 埼玉県道56号さいたまふじみ野所沢線（市役所通り）
- コミュニティ通り

## 施設

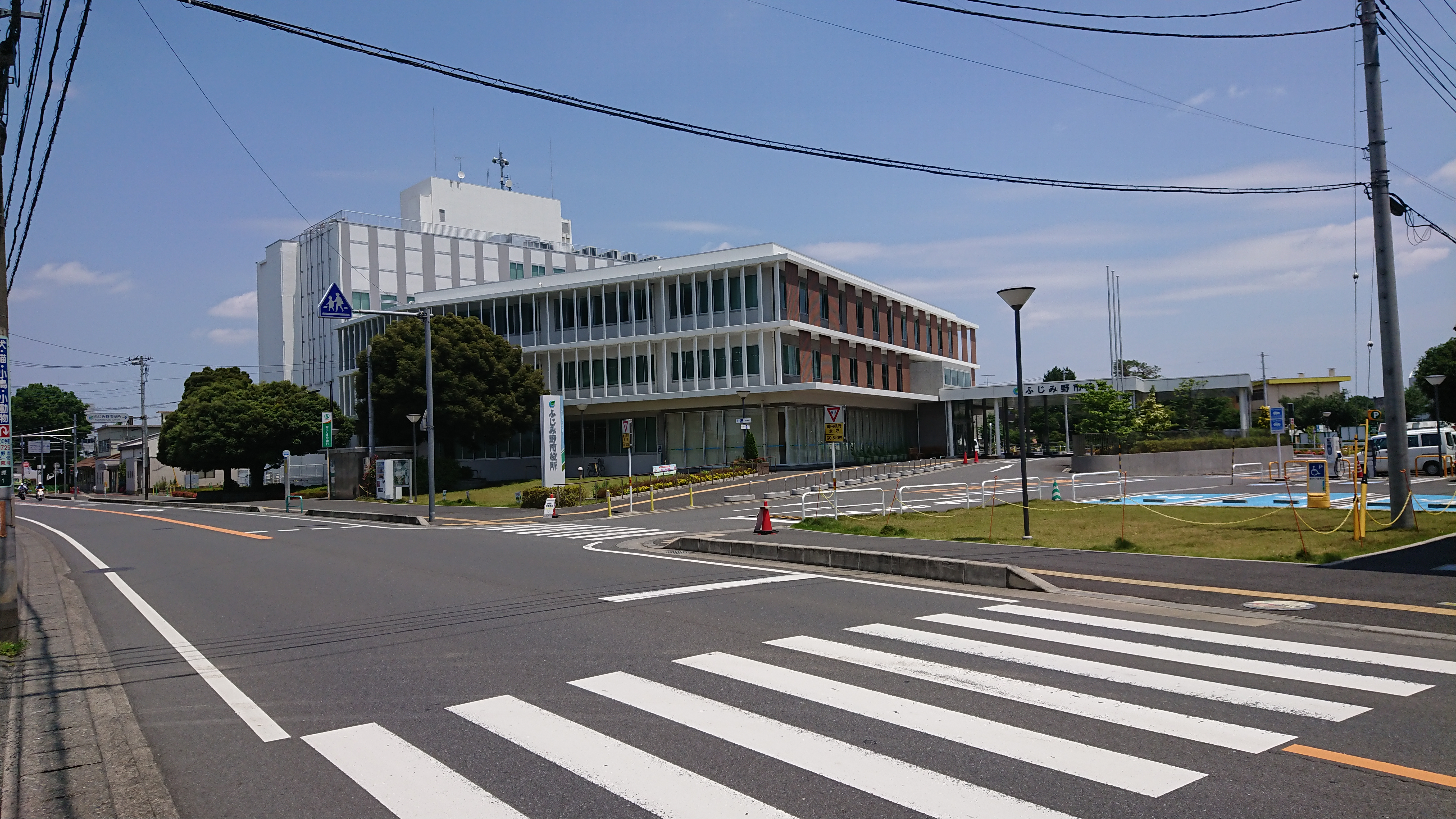
ふじみ野市役所

- ふじみ野市役所
- ふじみ野市総合センター フクトピア
- ふじみ野市立上野台小学校
- 上福岡郵便局
- イオンタウンふじみ野
- 上福岡総合病院
- ふじみ野市立福岡河岸記念館（旧福田屋）
- 新河岸川斜面林ふるさとの森
- 上福岡浄水場